# 壯體美銀漢魚
壯體美銀漢魚（学名：Atherinomorus pinguis）為輻鰭魚綱銀漢魚目銀漢魚科的其中一種，分布於印度西太平洋區，從東非至澳洲北部、日本南部海域，體長可達13.6公分，為熱帶魚類，棲息在沿岸淺水域，生活習性不明。